# 제이슨 패트릭
제이슨 패트릭(Jason Patric, 1966년 6월 17일 ~ )은 미국의 배우이다.

## 출연 작품

### 영화
- 로스트 보이 (1987)
- 제로니모 (1993)
- 오거스트 킹 (1995)
- 슬리퍼스 (1996)
- 스피드 2 (1997)
- 나크 (2002)
- 알라모 (2004)
- 엘라의 계곡 (2007)
- 달콤한 악마의 유혹 (2007)
- 마이 시스터즈 키퍼 (2009)
- 루저스 (2010)
- 친구와 애인 사이 (2013)
- 더 프린스 (2014)
- 사라져버린 (2020) - 베이커 역
- 비커밍 (2020, Becoming) - 케빈 리 역

### 텔레비전
- 안투라지 (2008)
- 웨이워드 파인즈 (2016)